# District 13: Ultimatum
District 13: Ultimatum (även känd som Banlieue 13, District Thirteen 2, District B13: Ultimatum och B13-u) är en fransk film från 2009 regisserad av Patrick Alessandrin. Den är en uppföljare till filmen Banlieue 13.

## Handling
Leïto måste rädda honom och visa att han är oskyldig, och Damien blir falskt anklagad för narkotikainnehav.

## Rollista
| David Belle          | – Leïto          |
| Cyril Raffaelli      | – Damien Tomaso  |
| Philippe Torreton    | – President      |
| Daniel Duval         | – Walter Gassman |
| Élodie Yung          | – Tao            |
| MC Jean Gab'1        | – Molko          |
| Fabrice Fletzinger   | – Little Montana |
| James Deano          | – Karl le skin   |
| La Fouine            | – Ali-K          |
| Pierre-Marie Mosconi | – Roland         |
| Sophie Ducasse       | – Sonya          |